# 脇田由実
脇田 由実（わきた ゆみ）は、日本の人間工学者・社会システム工学者。大阪工業大学ロボティクス＆デザイン工学部システムデザイン工学科教授、工学博士（神戸大学）。日本音響学会関西支部評議員。情報処理学会第65回全国大会人工知能と認知科学・音声応用システム座長。計測自動制御学会システムインテグレーション部門講演会2018企業展示委員長。大阪産業技術研究所・大阪商工会議所との共同推進機関OIT-P（Osaka Industrial Technology Platform; 地域産業技術プラットフォーム）のメンバー。
主な専門は、人間工学・ヒューマンウェア工学（特にマンマシンインターフェース・WOZシステム）、社会システム工学・健康科学、知能情報処理（特に会話・音声解析）など。

## 略歴
九州大学芸術工学部音響設計学科卒業。国際電気通信基礎技術研究所(ATR)音声翻訳通信研究所で、音声認識・音声翻訳システム研究開発に従事し、2002年工学博士（神戸大学）。パナソニック先端技術研究所主幹研究員/参事、2008年奈良先端科学技術大学院大学情報科学研究科客員准教授などを経て、2015年大阪工業大学に着任し、2017年同大学ロボティクス＆デザイン工学部システムデザイン工学科教授。
主な所属学会は、ヒューマンインタフェース学会、情報処理学会、日本音響学会、日本音楽知覚認知学会、日本医療情報学会、産業応用工学会など。

## 主な研究
- 会話支援ロボットのための会話円滑度の自動推定手法
- 音声対話インターフェース使用時のイライラ検出に関する検討
- 笑い声を考慮したピッチ利用型会話状況推定手法の研究
- 家庭内における立体音響空間設計の一考察
- 発達障害児の症状を改善に向けた対話型ロボット開発支援[8]

主な国際会議での発表は、
- The 19th International Conference on Human-Computer Interaction 2017（バンクーバー）：「F0 feature analysis of communication between elderly individuals for health assessment」
- The 10th International Conference on Human-Computer Interaction 2019（オーランド）：「Estimating Age-Dependent Degradation using Nonverbal Feature Analysis of Daily Conversation」
- 2nd IEEE International Conference on Artificial Intelligence in Engineering and Technology 2020：「Effectiveness of dynamic image features for estimating daily conversation atmosphere」